# DeviantArt
DeviantArt ist ein kommerzieller Onlinedienst mit zahlreichen Elementen einer Internetgemeinschaft, der registrierten Nutzern die Möglichkeit bietet, eigene Werke aus den Bereichen Fotografie, Grafik oder Illustration zu veröffentlichen. Zahlreiche dieser Werke können im integrierten Shop angeboten und von anderen Nutzern in gedruckter Form bestellt werden, wozu keine kostenpflichtige Mitgliedschaft notwendig ist.

## Angebot
Die Registrierung und Nutzung von DeviantArt sind kostenfrei. Bestimmte zusätzliche Angebote und Leistungen sind mit Kosten verbunden. Hierzu zählen der Erwerb von Werken der Nutzer als Poster, Kunstdruck, Postkarte usw. sowie der Erwerb von Einheiten einer Gemeinschaftswährung. Der Dienst umfasst 48 Mio. registrierte Nutzer (Stand 2020) und über 250 Mio. Veröffentlichungen (Stand 2017). Der Verkauf von Druckerzeugnissen wurde zum 31. Oktober 2022 eingestellt.
Grundsätzlich kann jede digitalisierbare Form der Kunst veröffentlicht werden, wobei der Schwerpunkt auf der Photographie sowie der digitalen Photomanipulation liegt. Andere Kategorien behandeln die Bereiche der traditionellen Malerei und Grafik, Anime, Flash-Animationen, Vektor-, 3D-, Film- und Pixel-Kunst, Dichtung, Prosa und Vorratsphotographien.
Ein fertiges Werk wird in der Terminologie der Seite als Deviation bezeichnet, während Entwürfe als Scrap bezeichnet werden. Die Werke sind nach Kategorien sortiert, die man ihrerseits wieder nach neuen oder beliebten Einträgen sortieren kann.
DeviantArt veröffentlicht auch Kunstwerke, die deutlich vom US-amerikanischen Massengeschmack abweichen (etwa Manga, Anime), und Zeichnungen nackter Menschen, Tiere und Wesen sowie erotische Fotografien. Letztere bekommen nur erwachsene Nutzer zu sehen, da ein Filter für die „Erwachseneninhalte“ vorhanden ist.

## Funktionen
Über die reine Verbreitung von Kunst hinaus können Nutzer der Seite, die als Deviant (engl.: abweichend, der/die Abweichende) bezeichnet werden, auf verschiedenen Wegen kommunizieren, u. a. mit einem Foren-System, einem internen E-Mail-System und über die eigene Homepage.
Ein weiteres Forum beschäftigt sich mit Vorschlägen der Benutzer, die unter Umständen in die nächste Version der Plattform einfließen, so dass die Benutzer Einfluss auf die Gestaltung der Seite haben.
Zahlende Abonnenten erhalten zusätzliche Komfortfunktionen.

## Versionen
DeviantArt veröffentlicht „Versionen“ seiner Website. Jede Version wiederum beinhaltet den Release verschiedener neuer Funktionen. Die dritte, vierte und fünfte Version der Website wurden alle an einem 7. August veröffentlicht, dem „Geburtstag“.
| Version | Release                                             | Änderungen |
| ------- | --------------------------------------------------- | --- |
| 1       | 7. August 2000                                      | Die Website geht als Teil des Dmusic Networks live. |
| 2       | 5. Februar 2002                                     | Version 2 vereinfachte das Browsen der Seiten. |
| 3       | 7. August 2003                                      | Der „extreme Geschwindigkeits- und Zuverlässigkeitszuwachs“ wurde zusammen mit einigen Fehlerbehebungen veröffentlicht. Zusammen mit dem Release der Version 3 wurden einige Werbegeschenke verteilt. |
| 4       | 7. August 2004                                      | In Version 4 wurde ein Chatclient in die Website integriert. |
| 5       | 7. August 2006                                      | Ab Version 5 hatte jeder „Deviant“ ein Prints-Konto, durch den sie Drucke ihrer Werke verkaufen konnten und 20 % des Gewinns erhalten. Die Benutzer konnten auch Premium Prints-Konten erhalten, durch das sie 50 % des Gewinns erhalten und das ihre Werke einer sofortigen Überprüfung unterzog, damit sie es so bald wie möglich verkaufen konnten. Vor Version 5 konnten die Benutzer nicht auf diesen Service zugreifen und mussten dies extra beziehen. |
| 6       | 10. Juli 2008                                       | In Version 6 wurde der Nachrichtencenter, die Frontseite und die Fußzeile umgestaltet. Benutzer konnten nun ihre DeviantArt Navigationsleiste anpassen. Das Design der ganzen Seite wurde auch leicht angepasst. |
| 6.1     | Anfang 2009                                         | In dieser Version gab es wieder leichte Designanpassungen und eine vereinfachte Suche. Benutzer hatten nun mehr Optionen, um ihre Profile anzupassen. |
| 7       | 18. Mai 2010                                        | Mit Version 7 wurde eine neue und kleinere Kopfzeile eingeführt und auf allen Seiten außer der Homepage wurde die Suche entfernt. Später wurde Version 7 wieder dahingehend angepasst, dass jede Seite eine Suche erhielt. |
| 8       | 15. Oktober 2014 (überarbeitet am 4. Dezember 2014) | Es gab einen neuen Stil für die Kopfzeile, die große Fußzeile wurde entfernt, die Browsingfunktionen wurden überarbeitet, Benutzer konnten einen „Watch“ auf Seiten setzen, um über neue Werke, Statusmeldungen etc. informiert zu werden. |

## Urheberrechts- und Lizenzfragen
Es gibt keine automatische Überprüfung von potenziellen Urheberrechtsverletzungen und Verstößen gegen die Creative-Commons-Lizenzbedingungen, wenn ein Kunstwerk auf DeviantArt hochgeladen wird. Solche Probleme können unbemerkt bleiben, bis sie von jemandem gemeldet werden. Dafür gibt es eine Melde-Funktion, um potenzielle Urheberrechtsverletzungen und Lizenzverstöße den Administratoren zu melden. Einige Mitglieder wurden bereits Opfer von Urheberrechtsverletzungen durch Verkäufer, die Kunstwerke illegal auf Produkten und Drucken verwendeten.